# 中央人民广播电台维吾尔语广播
中央人民广播电台维吾尔语广播，前身为1956年12月10日中央人民广播电台开办的维吾尔语节目，原是中央人民广播电台民族之声的一部分。2010年12月17日，从民族之声分离出来，以独立频率方式播出，成为中央人民广播电台第十三套节目，每天播音18小时（7：55-次日凌晨2：05）

## 播出频率
- 中波：1422kHz（喀什）/1098kHz（北京，与藏语广播共用频率，分时段播出），这两个中波频率均为用来干扰台湾中央广播电台对中国大陆广播的中波试验频率
- 短波频率时间表（kHz）：由山西灵石725台和新疆昌吉654台发射

0755-0800 9655 9890 13700 15390
0800-0830 6120 7205 7275 9655 9890 11885 13700 15390
0830-0900 9655 9890 13700 15390
0900-1000 9890 13700 15390
1000-1530 13700 15390
1530-1600 9560 13700 15390
1600-1900 13700 15390
1900-2200 9420 9890 13700
2200-0205 9420 9890